# ناحیه گیمپی
ناحیه گیمپی (به انگلیسی: Gympie Region) یک منطقهٔ مسکونی در استرالیا است که در کوئینزلند واقع شده‌است.